# Sarcofag

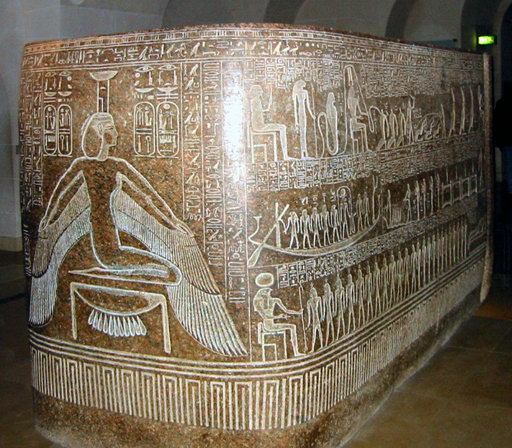
Sarcofagul lui Ramses al III-lea, din Egiptul Antic

Sarcofag (din greacă σαρκοφάγος - sarkophagos; sarkós = carne, phago = a devora) este un sicriu de lemn, sau materiale durabile (piatră, marmură, ceramică, bronz), uneori bogat decorat cu motive ornamentale, cu scene mitologice sau din viața defunctului, ridicat la suprafața solului sau în cavouri, în care erau depuse cadavrele sau cenușa acestora după incinerare, cunoscute atât în Orientul Antic cât și în lumea greco-romană.
Acest tip de mormânt a fost preluat de către grecii epocii clasice din Egiptul Antic și dezvoltat în secolele elenismului.
Cel mai vechi sarcofag intact a fost descoperit la piciorul piramidei de la Gizeh, în apropiere de Cairo. Are o vechime de circa 4500 de ani, este cioplit în calcar, cu dimensiunile de doi metri lungime și un metru lățime. Este sarcofagul lui Neni Sut Wizart, maistrul care supraveghea construcția marii piramide a lui Kheops/Khufu, în a IV-a Dinastie Egipteană.
Sarcofagele din a V-a Dinastie Egipteană erau de formă antropoidă, pe când cele romane imitau adeseori forma unei case, fiind formate din cutie (arca) și capac (operculum). De regulă, cutia, de formă dreptunghiulară, este lucrată dintr-un singur bloc iar capacul este realizat în formă de acoperiș în două ape, cu fronton triunghiular pe laturile scurte, uneori și cu patru acrotere la colțuri. În interior, capacul poate fi scobit în așa fel încât să reproducă forma lui exterioară, de acoperiș în două ape. Sarcofagul devine astfel un templu în miniatură.

## Sarcofage pe teritoriul României
Cel mai cunoscut sarcofag descoperit pe teritoriul României este al poetului roman Publius Ovidius Naso, exilat Tomis (azi Constanța), unde a fost găsit și sarcofagul său.

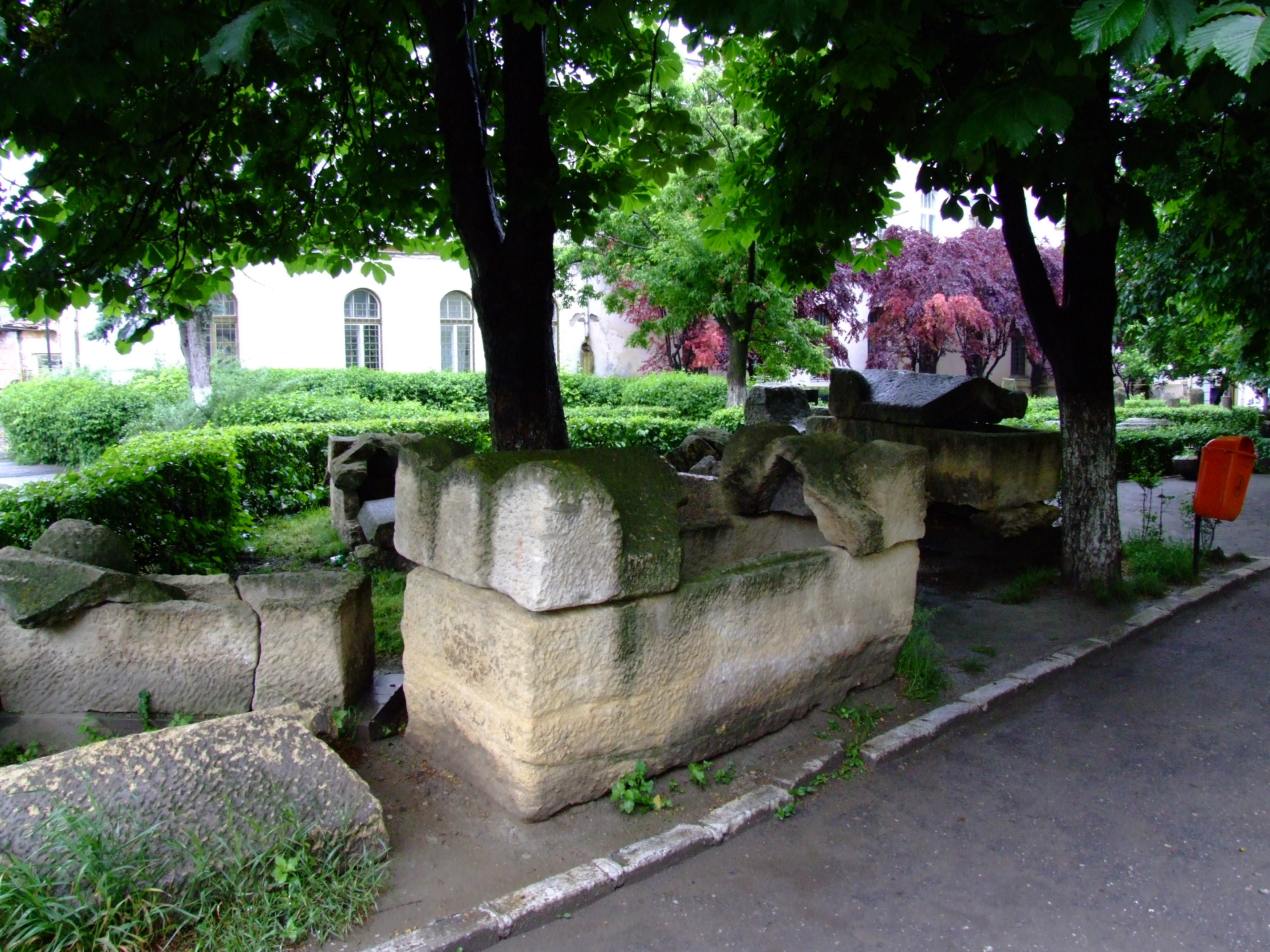
Sarcofage expuse la Lapidariul din Turda

Lapidariul din Turda conține o colecție impresionantă de vestigii din perioada romană, găsite în perimetrul orașului Turda, mai ales în castrul roman Potaissa, între care și sarcofage.
La Muzeul de arheologie Callatis din Mangalia este expus sarcofag datând din secolele IV-III î.Ch., descoperit cu ocazia nivelării a doi tumuli pentru construirea stadionului din Mangalia. Pe unul dintre capacele sarcofagului au fost găsite două coroane de frunze de lauri din bronz aurit, dovedind că cel care fusese depus în sarcofag era cetățean de vază al Callatisului.
La Muzeul de arheologie Constanța există un sarcofag de calcar, descoperit în timpul executării unor săpături de canalizare pe strada Cuza Vodă din Constanța. Partea superioară a capacului se afla la 45 cm sub nivelul actual de călcare. Arca sarcofagului are următoarele dimensiuni: lungimea 207,4 cm, lățimea 89,8 cm, înălțimea 83 cm, iar grosimea pereților variază între 12-13 cm. Când s-a ridicat capacul pentru a cerceta conținutul, s-a constatat că în interior se aflau două schelete așezate în sicrie suprapuse.
La Muzeul de Istorie Galați se află sarcofagul ,,mithraic", care a fost descoperit în 1867 în curtea unei case din Galați. Anterior descoperirii mormântul fusese jefuit - zidul de deasupra sicriului era spart, la fel și capacul acestuia, din care s-au găsit numai trei fragmente. Timp de aproape un secol sarcofagul a fost expus în Grădina Publică, abia în anul 1956 intrând în patrimoniul Muzeului de Istorie Galați.
În cadrul Muzeului de Istorie și Arheologie din Tulcea a fost înființat un lapidariu, unde sunt expuse și o serie de sarcofage. În general, lucrările industriei locale din Dobrogea urmează modelul sarcofagelor de import, dar ele sunt simple și fără decorații, deși există și unele lucrări ce concurează la nivel înalt cu cele aduse din centrele producătoare de astfel de monumente din Grecia.
În satul Eftimie Murgu, Caraș-Severin, la SV de localitate, în comun cu hotarul Prilipățului, pe un platou mărginit la sud de Dealul La Spânzurători, în anul 1895, și mai apoi, s-au descoperit sarcofage romane.
La Muzeul de etnografie universală "Franz Binder" din Sibiu este expusă o mumie egipteană cu sarcofag din lemn, având peste 2000 de ani vechime, provenită din săpăturile arheologice de la Gamhud.